# 女王的密室
《女王的密室》，官方英文名Mission of the Queen，是台灣電視公司（台視）監製的台灣綜藝節目，2014年12月13日起每週六20:00現場直播，由張小燕及知名前主播李艷秋搭檔擔任主持人。本節目獲得文化部103年度高畫質綜藝類電視節目補助，並與中華網龍合作，標榜台灣首部結合手機遊戲的益智節目。

## 播出時間

### 首播
| 播映時間一覽表 |        |                                |                                 |
| 頻道           | 所在地 | 播映時間                       | 播出時間                        |
| 台視           | 臺灣   | 2014年12月13日－2015年3月7日   | 每週六 20:00 - 22:00            |
| 台視HD台       | 臺灣   | 2014年12月13日－2014年12月27日 | 每週六 20:00 - 22:00            |
| 八大第一台     | 臺灣   | 2014年12月14日－2015年3月8日   | 每週日 20:00 - 22:00            |
| TVBS-Asia      | 臺灣   | 2015年8月23日－2015年11月15日  | 每週日 22:00 - 00:00 (海外播出) |

## 主持人
張小燕飾演「密室『女王』」，李艷秋飾演密室女王的「執事」。李艷秋率先在五名參賽者當中，選出一位資格賽搶答獲勝的參賽者，帶領到「密室」。「女王」張小燕與參賽者開始談話完畢後，即負責出題。
當中，除了張小燕本身，也有結合3D動畫的「音樂之神阿波羅」負責出題。

## 遊戲規則

### 資格賽
資格賽由五位參賽者各自站在光劍前，等待李艷秋出題，出題完畢後，待李艷秋喊出「請搶答」三字。五位參賽者當若都拔出光劍後，只有最快拔出的一把會發光，比較慢拔出者不發光。其對應參賽者的光劍發光者，可回答問題答案，若答對即可獲得「覲見女王」（參賽）的資格，否則答錯則在該環節喪失資格，改由剩餘的參賽者回答，直至答對者勝出，或五位參賽者均答錯為止。若這五位參賽者都答錯，則李艷秋會再次出新題，直至其中一位晉級者被產生為止。特別注意的是，若是「請搶答」三個字沒有說完，卻拔出光劍者，光劍是不會發光的。且每一次李艷秋在同一個題目內，如有答錯的參賽者而必須再問下一個題目時，題目都不會一樣。
每集至少有五位可以覲見「女王」的人選。

### 正式關卡題目類型
題目分六大類型。關卡的命名構思源自中國五行。
土之考驗
〈土之考驗〉是考驗參賽者對地理的認知。題目呈現方式，是由一個人的眼睛，以每眨眼一次的方式，眼球內的景色會隨之變更的方式呈現。舉例說明，當呈現如九份老街、九份芋圓等圖片時，若有兩個選項，選項A為新北市瑞芳區（九份）、選項B為南投縣鹿谷鄉（溪頭），則參賽者或電視機觀眾應該選擇的正確答案為A新北市瑞芳區。
木之考驗
〈木之考驗〉是考驗參賽者對語文和數字的認知。題目呈現方式，是透過可愛動畫，以小鳥撞木塊，類似《超級瑪莉》的風格。影片會出現中文、英文和數字，每個字都有可能反覆出現，並被打亂，直到最後一個字，是以較大的紅色字體呈現才結束。〈後期動畫已不會出現較大紅色字體〉題目的問法，則是可以組合成一個成語、英文單字或是數學加減的總和。例如
- 影片中出現了「三」、「六」、「四」、「妾」、「姨」、「婆」、「姑」等七個被打亂的字，主持人會詢問參賽者這些字可以組合成以下哪一個成語，若選項A為「三姑六婆」、選項B為「三妻四妾」，則參賽者或電視機觀眾應該選擇的正確答案為A「三姑六婆」。
- 影片中出現了兩次蘋果、三次香蕉、-5、3、6、2，與-2等五個自然數數字，則題目是將這五個數字相加的總和為多少，則參賽者或電視機觀眾應該選擇的正確答案為4。
- 影片中出現了三次蘋果、兩次香蕉、拉丁字母有L、E、R、A四個，題目問的是可以組成哪一個單字，選項A為REAL（真實的），選項B為READ（閱讀），則參賽者或電視機觀眾應該選擇的正確答案為A REAL。

水之考驗
〈水之考驗〉是考驗參賽者對基本常識的認知。題目呈現方式，是出現兩個圖片，無論是人物、食物、動物等對參賽者進行出題。例如
- 哪一種動物在印度被視為地位崇高的聖獸，若選項A為「大象」、選項B為「牛」，則參賽者或電視機觀眾應該選擇的正確答案為B牛。
- 另一種出題方式，限第一集出現，就是出現兩名在世的女性藝人，參賽者必須要說出哪一位女性藝人的出生年分較早。例如選項A為蔡依林，選項B為安室奈美惠，則參賽者或電視機觀眾應該選擇的正確答案為B安室奈美惠。

火之考驗
〈火之考驗〉是考驗參賽者對健康或理系等觀念的認知。一開始參賽者可從三位歷代的醫學者（無論中醫學或西醫學），如华佗；或者是歷代的科學家，如牛頓（Issac Newton）當中選擇一位，作為參賽者的出題關主。但這些科學家或醫學者的專長與他們的出題並不是每一次都相對應，故參賽者答對或答錯的運氣成分也很重要。舉例說明：當牛頓出了一題「下列哪一個不是眼科疾病」，選項A為結膜炎、選項B為白內障、選項C為拇指外翻，則參賽者與電視機觀眾應該選擇的正確答案為C拇指外翻。
光之考驗
〈光之考驗〉是考驗參賽者對歌曲歌詞的認知。女王張小燕不親自出題，而是由結合3D動畫的太陽神阿波羅出題。阿波羅登場前，會說一段臺詞：「大家好，我是掌管音樂的太陽神阿波羅。今天要給你們出的題目就是…MUSIC！」接著，阿波羅就會手舞足蹈，然後出現一段音樂，但歌曲不是由負責阿波羅配音的人所演唱，而是由原聲呈現。當音樂到一個段落的時候，會出現某些對應字數的底線數，並且在該小段消音處理，則為參賽者必須要回答的題目為何。舉例說明，阿波羅出的題目是蔡依林的歌曲《大藝術家》，當唱到「愛是繆思女神的吻，誰都應該被寵愛紋身。GO GET IT GO GET IT，那種美能讓＿＿＿誕生」若有選項為A雅典娜、選項B為墨提斯，選項C維納斯，則參賽者或電視機觀眾應該選擇的正確答案為「C維納斯」，在本季最後一集中阿波羅一度出現兩個。
金之考驗
〈金之考驗〉是考驗參賽者對現在人生活習慣的認知，也就是民調題，此關為闖關的最後一關，且沒有一個標準的答案。由持有指定手機APP的電視機觀眾負責投票，由現場參賽者回答哪一個選項是投票人數較多者，猜對則算答對，反之則答錯。
- 若該集為預錄播出，則標準答案是以事先訪問學校、機關或團體調查作為參考答案。

### 搖錢樹獎金結構
每一關卡皆有三道題目，參賽者都必須要回答完總計十二道題目，才能獲得最高獎金。獎金結構如下：
- 第一關　第一題到第三題：全對可得獎金新臺幣壹萬圓整（NTD10,000.-）
- 第二關　第四題到第六題：全對可得獎金新臺幣叁萬圓整（NTD30,000.-）
- 第三關　第七題到第九題：全對可得獎金新臺幣伍萬圓整（NTD50,000.-）
- 第四關　第十題到第十二題：全對可得獎金新臺幣拾萬圓整（NTD100,000.-）

倘若參賽者當中答題錯誤，即刻出局。若在第一關之中答錯，得不到任何獎金，第二關之後答錯，即可保有獎金。相對的，能同步進行智慧型手機或平板電腦，並下載指定行動應用程式（APP）的電視觀眾，也能有機會跟節目內參賽者取得相同金額獎金。前提是，電視機觀眾必須要奮鬥到與電視節目內的參賽者沒被淘汰，才有機會取得同額獎金。當然，若是現場參賽者在第一關答錯，不能達到第二關之後者，觀眾也喪失獲得獎金的抽獎機會。
而無論是現場節目參賽者，還是電視節目參賽者，除了第一關以外，在到達第二關之後無論是否成功或失敗的參賽者，沒有歷次益智問答節目「答錯者，上一題累計獎金折半」的影響，可保證得到門檻獎金。

#### 階級授權
當參賽者答錯到某一程度，或者是全部答對，則有由女王授權的「稱號」。稱號名稱如下：
- 第一關答錯：獲得「愚民」等級。
- 第二關答錯：獲得「聰明小騎士」等級。
- 第三關答錯：獲得「智慧魔法師」等級。
- 第四關答錯：獲得「博學先知」等級。
- 全對：獲得「救世主」等級。

### 求救法
由於題目採二選一與三選一，題目簡單，故節目不提供任何求救法，全憑參賽者與持有指定APP的觀眾朋友的智慧與認知進行遊戲。

## 播出內容

### 節目異動
- 2015-1-24、2015-2-21、2015-2-28，採預錄方式播出，但仍提供軟體連線服務。

### 各集來賓
| 冒險者         |      | |                                               |                 |
| 播映日期       | 集數 | 成功進入密室的冒險者 | 其他冒險者                                    | 備註            |
| 2014年12月13日 | 1    | R1：Dream Girls (答對5題，獲得「聰明小騎士」等級。$10,000) R2：陽岱鋼 (答對0題，獲得「愚民」等級。$0) R3：阿KEN (答對2題，獲得「愚民」等級。$0) R4：宋耿郎 (答對11題，獲得「博學先知」等級。$50,000) R5：曾寶儀 (答對11題。部份獎金) | 苦苓 劉真 林俞汝 楊小黎 鄭伃倢 阿霈 鄭有傑    | LIVE 首播       |
| 2014年12月20日 | 2    | R1：王軍凱 (答對1題，獲得「愚民」等級。$0) R2：徐展元 (答對6題，獲得「智慧魔法師」等級。$30,000) R3：岑永康 (答對6題，獲得「智慧魔法師」等級。$30,000) R4：石怡潔 (答對2題，獲得「愚民」等級。$0) R5：劉寶傑 (答對5題，獲得「聰明小騎士」等級。$10,000) R6：海裕芬(答對6題，獲得「智慧魔法師」等級。$30,000) | 懷秋 林奇葳 盛竹如 陳諺瑩 柯念萱 馬湘瑩       | LIVE            |
| 2014年12月27日 | 3    | R1：黃子佼 (答對12題，獲得「救世主」等級。$100,000) R2：宋少卿 (答對6題，獲得「智慧魔法師」等級。$30,000) R3：董智森、顧名儀 (答對5題，獲得「聰明小騎士」等級。$10,000) R4：千田愛紗 (答對1題，獲得「愚民」等級。$0) R5：徐詣帆 (答對7題，獲得「智慧魔法師」等級。$30,000) R6：阿喜 (答對8題。部份獎金) | 紀培慧 莫愛芳 蘇仲太 廖科溢 阿西 李宣榕       | LIVE            |
| 2015年1月3日   | 4    | R1：黃鴻升、張立東(答對2題，獲得「愚民」等級。$0) R2：吳鳳(答對2題，獲得「愚民」等級。$0) R3：袁艾菲(答對5題，獲得「聰明小騎士」等級。$10,000) R4：苦苓(答對2題，獲得「愚民」等級。$0) R5：游鴻明(答對10題，獲得「博學先知」等級。$50,000) R6：陶嫚曼(答對12題，獲得「救世主」等級。$100,000) R7：李唯楓(答對3題，獲得「聰明小騎士」等級。$10,000) | 林芯儀 阿本 沛莉 孫羽希 梁道萍                | LIVE            |
| 2015年1月10日  | 5    | R1：八三夭(答對8題，獲得「智慧魔法師」等級。$30,000) R2：梁心頤(答對6題，獲得「智慧魔法師」等級。$30,000) R3：梁赫群(答對2題，獲得「愚民」等級。$0) R4：鍾欣凌(答對12題，獲得「救世主」等級。$100,000) R5：花花(答對8題，獲得「智慧魔法師」等級。$30,000) R6：葉欣眉(答對0題，獲得「愚民」等級。$0) R7：陳大天(答對3題，獲得「聰明小騎士」等級。$10,000)                                                                                               | 張宇 李婭莎 陳建寧 解偉苓 張凱鈞              | LIVE            |
| 2015年1月17日  | 6    | R1：潘慧如(答對4題，獲得「聰明小騎士」等級。$10,000) R2：屈中恆、林利霏(答對0題，獲得「愚民」等級。$0) R3：張克帆(答對5題，獲得「聰明小騎士」等級。$10,000) R4：林辰唏(答對1題，獲得「愚民」等級。$0) R5：劉爾金(答對5題，獲得「聰明小騎士」等級。$10,000) R6：Ella(答對9題，獲得「博學先知」等級。$50,000) R7：安唯綾(答對3題，獲得「聰明小騎士」等級。$10,000) R8：張芯瑜(答對6題，獲得「智慧魔法師」等級。$30,000)                                  | 何啟聖 盧彥澤 晏柔中 全嘉莉 康茵茵            | LIVE            |
| 2015年1月24日  | 7    | R1：趙、楊可涵(答對0題，獲得「愚民」等級。$0) R2：薛仕凌(答對0題，獲得「愚民」等級。$0) R3：朱芯儀(答對7題，獲得「智慧魔法師」等級。$30,000) R4：吳怡霈(答對8題，獲得「智慧魔法師」等級。$30,000) R5：郭書瑤(答對9題，獲得「博學先知」等級。$50,000) R6：小甜甜(答對0題，獲得「愚民」等級。$0) R7：林采緹(答對0題，獲得「愚民」等級。$0) R8：曲艾玲(答對6題，獲得「智慧魔法師」等級。$30,000)                                                          | 王宇婕 邱德洋 阿本 Gentleman 夏宇童           | 預錄            |
| 2015年1月31日  | 8    | R1：唐從聖(答對5題，獲得「聰明小騎士」等級。$10,000) R2：黃河(答對5題，獲得「聰明小騎士」等級。$10,000) R3：阿諾(答對6題，獲得「智慧魔法師」等級。$30,000) R4：王治平(答對6題，獲得「智慧魔法師」等級。$30,000) R5：Selina(答對10題，獲得「博學先知」等級。$50,000) R6：任爸(答對1題，獲得「愚民」等級。$0) R7：李依瑾(答對1題，獲得「愚民」等級。$0) R8：何妤玟(答對6題，獲得「智慧魔法師」等級。$30,000)                                             | 賴昱儒 竹幼婷 詹子晴 曹佑寧                   | LIVE            |
| 2015年2月7日   | 9    | R1：辰亦儒(答對5題，獲得「聰明小騎士」等級。$10,000) R2：瞿友寧(答對9題，獲得「博學先知」等級。$50,000) R3：田中千繪(答對1題，獲得「愚民」等級。$0) R4：邱逸峰、杜詩梅(答對12題，獲得「救世主」等級。$100,000) R5：林舒語(答對0題，獲得「愚民」等級。$0) R6：袁詠琳(答對5題，獲得「聰民小騎士」等級。$10,000) R7：洪都拉斯(答對0題，獲得「愚民」等級。$0) R8：Apple(答對2題，部分獎金)                                                                 | 林可彤 文文 陸明君 陳國華                     | LIVE            |
| 2015年2月14日  | 10   | R1：潘若迪、KiKi(答對6題，獲得「智慧魔法師」等級。$30,000) R2：吳慷仁、黃姵嘉(第一次答對0題，獲得「愚民」等級。$0、第二次答對10題，獲得「博學先知」等級。$50000) R3：郭鑫、林雨宣(答對3題，獲得「聰明小騎士」等級。$10,000) R4：林韋君(答對7題，獲得「智慧魔法師」等級。$30,000) R5：廖盈婷(答對3題，獲得「聰明小騎士」等級。$10,000) R6：常富寧、Renee(答對5題，獲得「聰明小騎士」等級。$10,000) R7：姬天語(答對3題，獲得「聰明小騎士」等級。$10,000) | 黃鐙輝 黃靖倫 曾子余 林道遠 張淨婷 孟慶而     | LIVE            |
| 2015年2月21日  | 11   | R1：王樂妍(答對3題，獲得「聰明小騎士」等級。$10,000) R2：Junior(答對6題，獲得「智慧魔法師」等級。$30,000) R3：朱俐靜(答對12題，獲得「救世主」等級。$100,000) R4：NONO(答對3題，獲得「聰明小騎士」等級。$10,000) R5：拐拐(答對4題，獲得「聰明小騎士」等級。$10,000) R6：孟耿如(答對0題，獲得「愚民」等級。$0) R7：李沛旭(答對6題，獲得「智慧魔法師」等級。$30,000)                                                                                      | 林予晞 黃美珍 2*Sweet 林宜融 邱鋒澤           | 預錄            |
| 2015年2月28日  | 12   | R1：Melody(答對0題，獲得「愚民」等級。$0) R2：小嫻、曾少宗(答對2題，獲得「愚民」等級。$0) R3：周定緯(答對4題，獲得「聰明小騎士」等級。$10,000) R4：陳庭妮(答對5題，獲得「聰明小騎士」等級。$10,000) R5：雷瑟琳(答對9題，獲得「博學先知」等級。$50,000) R6：高山峰(答對3題，獲得「聰明小騎士」等級。$10,000) R7：倪雅倫(答對4題，獲得「聰明小騎士」等級。$10,000) R8：蕭閎仁(答對9題，獲得「博學先知」等級。$50,000)                                    | 楊晴 解偉苓 強辯樂團 楊晨熙 佘啟銘            | 預錄            |
| 2015年3月7日   | 13   | R1：五熊(答對2題，獲得「愚民」等級。$0) R2：紀言愷(答對2題，獲得「愚民」等級。$0) R3：孟耿如(答對8題，獲得「智慧魔法師」等級。$30,000) R4：納豆(答對8題，獲得「智慧魔法師」等級。$30,000) R5：鍾欣怡(答對4題，獲得「聰明小騎士」等級。$10,000) R6：梁正群(答對2題，獲得「愚民」等級。$0) R7：潘裕文(答對12題，獲得「救世主」等級。$100,000) | 吳鳳 無尊 微女神Breeze HERO祖雄 紀培慧 張書豪 | LIVE 第一季播畢 |

## 收視率
| 收視率一覽表   |      |        |            |                |                   |
| 播映日期       | 集數 | 收視率 | 與上集比較 | 同時段節目排名 | 備註              |
| 2014年12月13日 | 1    | 0.97   | -          | 3              | 首播              |
| 2014年12月20日 | 2    | 0.77   | ▼0.20      | 3              | [ 6 ]             |
| 2014年12月27日 | 3    | 0.93   | ▲0.16      | 3              |                   |
| 2015年1月3日   | 4    | 0.90   | ▼0.03      | 3              |                   |
| 2015年1月10日  | 5    | 1.09   | ▲0.19      | 3              | [ 7 ]             |
| 2015年1月17日  | 6    | 1.26   | ▲0.17      | 3              | 1/16 iOS版APP推出 |
| 2015年1月24日  | 7    | 1.55   | ▲0.29      | 3              | 預錄              |
| 2015年1月31日  | 8    | 1.61   | ▲0.06      | 3              |                   |
| 2015年2月7日   | 9    | 1.44   | ▼0.17      | 3              |                   |
| 2015年2月14日  | 10   | 1.60   | ▲0.16      | 3              |                   |
| 2015年2月21日  | 11   | 1.31   | ▼0.29      | 3              | 預錄              |
| 2015年2月28日  | 12   | 1.54   | ▲0.23      | 3              | 預錄              |
| 2015年3月7日   | 13   | 1.39   | ▼0.15      | 3              | 第一季播畢        |
| 平均收視       |      | 1.258  |            |                |                   |

- 同時段綜藝節目：中視《萬秀豬王》、民視《明日之星Super Star》
- 資料來源：凱絡媒體週報、台灣綜藝收視率（页面存档备份，存于）

## 製作團隊
- 監製：李立國
- 出品人：薛聖棻
- 製作人：陳財裕、陳俊良、沈丹桂、黃琳容、柯苑鳳、王郁淳
- 企劃：徐義清、游英皓
- 通告組：郭芷維、郭佩臻
- 導播組：張程畲
- 編導組：翁知豪、黃浩綱、曾存憶、林晏任
- 企劃組：陳佳鈺、歐杰沛、鄭哲昊、黃如意、斯浩勛、陳倩怡、葉羿辰、許家華
- 硬體組：陳育聖、陳俊吉
- 音樂組：吳欣儒
- 後製組：盧宛莉
- 數位組：魯世傑、陳怡伶、王天佑、蔡仲祐、馮福川、許銘純、張峻豪
- 張小燕梳化：艾樂芬、洪曼玲、徐嘉凌、張哲嘉
- 李艷秋、來賓妝髮：非魚設計工作室
- 音樂協力：阿毛老師
- 攝影師：陳文田、陳建昌、謝敬維、沈大昌、陳益銘、張興霸、呂品禾、張祐瑜
- 燈光指導：黃秋陽
- 視覺指導：張敬業
- 成音指導：李雨正、呂振銘
- 工程部：童裕銈、林盈助
- 成音組：林志鴻、莊承穎、朱建仲、藍振軍、李榮鴻
- 燈光組：陳添尚、楊中興、楊柏彬、方偉銘、林韋昌
- 攝影助理：呂建興、涂建宇
- 3D動畫設計：方塊娛樂有限公司
- VJ:煙花宇宙數位音像工作室
- 硬體設備統籌：必應創造股份有限公司、無限映像製作有限公司
- 視覺設計：賴偉倫、李云
- 3D視覺設計：曹秀凱、曾子峻、周俊亨、蔡佩芬
- 宣傳：陳敬波、陳香如
- 3D棚景設計：馮建彰
- 程式設計：林天水
- 3D動畫：陳家錡、葉瑩風、吳至正
- 字幕：羅淑儀
- 後製：宋文娟
- 現場指導：吳佩諭、吳美雅
- 導播統籌：陳英培
- 助理導播：吳佩璇、徐湘涵
- 副導播：曹秉羿、曾鈺雯
- 導播：李麗芳
- 製作公司：友松娛樂
- 監製公司：臺灣電視公司

## 外部連結
- 官方网站－台視[永久]
- 官方网站－八大第一台[永久]
- 女王的密室的Facebook專頁
- 女王的密室APP Android下載頁面（页面存档备份，存于）
- 女王的密室APP IOS下載頁面（页面存档备份，存于）
- 女王的密室前傳#1 / 3 (總長：47：01)（页面存档备份，存于）
- 女王的密室前傳#2 / 3 (總長：1：00：23，含廣告)
- 女王的密室前傳#3 / 3 (總長：47：02)（页面存档备份，存于）
- 《女王的密室》 進擊的女王解密 (總長：58：57，含廣告)（页面存档备份，存于）

| 台視、台視HD台 每週六 20:00 - 22:00        | 台視、台視HD台 每週六 20:00 - 22:00                            | 台視、台視HD台 每週六 20:00 - 22:00 |
| ------------------------------------------ | -------------------------------------------------------------- | ----------------------------------- |
|                                            | 女王的密室 （2014年12月13日－2015年3月7日）                    |                                     |
| 正妹大連線 （2014年5月3日－2014年12月6日） | 萬萬沒想到－女王的密室第貳彈 （2015年3月14日－2015年12月12日） |                                     |

| 八大第一台 每週日 20:00 - 22:00 | 八大第一台 每週日 20:00 - 22:00             | 八大第一台 每週日 20:00 - 22:00 |
| ------------------------------- | ------------------------------------------- | ------------------------------- |
|                                 | 女王的密室 （2014年12月14日－2015年3月8日） |                                 |
| —                               | —                                           |                                 |